# Christoph Kirschner
Christoph Kirschner (* 21. September 1926 in Castrop-Rauxel; † 15. November 2007) war ein deutscher Internist.

## Leben
Christoph Kirschner wurde 1953 an der Universität Düsseldorf mit einer Arbeit über den Aldolasegehalt des Serums und der Erythrocyten beim Menschen promoviert. Er war später Chefarzt der Klinik Hochstaden in Bad Neuenahr.
Kirschner wurde 1992 Nachfolger von Karl-Ernst Quentin und bis 1999 Vorsitzender des Deutschen Bäderverbandes (DBV). Er war 1996 Gründungspräsident und bis 2000 Präsident des Europäischen Heilbäderverbandes. In beiden Organisationen war er als deren Ehrenpräsident tätig.
2005 wurde er vom Verein zur Förderung der Medizinischen Rehabilitation in Europa (VFR) mit dem Förderpreis für die Verdienste der Rehabilitation in Europa ausgezeichnet.